# International Press Japan Co.
A International Press Japan Company é uma empresa de comunicação voltada as comunidades estrangeiras no Japão. Seu público-alvo principal são as comunidades latino-americanas (brasileiros, peruanos, bolivianos e argentinos). 
A empresa é dedicada a proporcionar as melhores soluções em mídia para os estrangeiros que vivem no Japão.
O semanário International Press foi lançado no dia 15 de setembro de 1991, com tiragem de 50 mil exemplares, e continua sendo o carro-chefe da empresa e líder de mercado japonês. 
Em abril de 1994, iniciou-se a circulação do jornal International Press em castelhano, voltado ao público de língua castelhana residente em território japonês. O semanário é o único do gênero a circular no Japão. A revista mensal Philippine Digest foi aquirida em abril de 2002. Ela é distribuída gratuitamente em todo o território japonês para atender o mercado filipino. 
A International Press Japan Co. mantém ainda uma divisão editorial responsável pela edição de livros voltados às necessidades das comunidades estrangeiras no Japão.